# M. Russell Ballard
Melvin Russell Ballard, Jr. (Salt Lake City, Utah,  8 de octubre de 1928-12 de noviembre de 2023) fue un líder religioso estadounidense de La Iglesia de Jesucristo de los Santos de los Últimos Días. Fue llamado a servir en el Cuórum de los Doce Apóstoles de La Iglesia en 1985. Como miembro de éste, Ballard fue sostenido por los miembros de La Iglesia como profeta, vidente y revelador.

## Biografía
En su juventud, sirvió como misionero en la iglesia en una de las misiones de Inglaterra. Conoció a su esposa mientras estudiaban en la Universidad de Utah. 
En 1974, Ballard fue llamado para ser el presidente de la Misión Toronto-Canadá de La Iglesia. Después de la muerte del élder Bruce R. McConkie, Ballard fue sostenido en el Cuórum de los Doce Apóstoles el 6 de octubre de 1985, y ordenado apóstol de La Iglesia de Jesucristo de los Santos de los Últimos Días el 10 de octubre de ese mismo año.
Ballard es el nieto de los apóstoles Melvin J. Ballard y Hyrum M. Smith y es un descendiente de Hyrum Smith, hermano del profeta Joseph Smith, de quién se dice que por medio de él restauró el evangelio en esta última dispensación como lo menciona el apóstol Pablo en Efesios 1:10.